# Margherita Durastanti

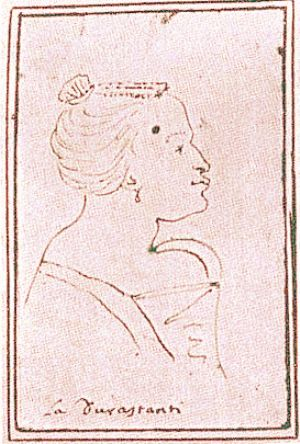
Caricatura de Margherita Durastanti, 1709-1712.

Margherita Durastanti (ativa entre 1700–1734) foi uma célebre soprano italiana do século XVIII. Iniciou sua carreira em Mântua, e se tornou mais conhecida em associação com o compositor Händel, que a contratou para cantar em várias de suas óperas na Inglaterra. No final de sua carreira passou para a tessitura de mezzo-soprano.